# Sillago arabica
Sillago arabica är en fiskart som beskrevs av Mckay och Mccarthy, 1989. Sillago arabica ingår i släktet Sillago och familjen Sillaginidae. Inga underarter finns listade i Catalogue of Life.